# Amphilemur
Amphilemur — вимерлий рід їжакоподібних ссавців родини Amphilemuridae. Рід існував в еоцені, 48-34 млн років тому. Відомо 3 знахідки скам'янілостей в Німеччині, Швейцарії та штаті Монтана в США.

## Класифікація
- Рід Amphilemur Heller 1935
  - Amphilemur eocaenicus Heller, 1935
  - Amphilemur peyeri (Hürzeler, 1946)
  - Amphilemur oltinus Maitre, Escarguel i Sigé, 2006